# 自家免疫強化療法
自家免疫強化療法 (英：Autologous immune enhancement therapy, AIET) は、患者の体から免疫細胞を取り出し、培養・処理して活性化させ、癌に対する抵抗力を強化した免疫細胞を体内に戻す治療法である。 免疫系の細胞、抗体、臓器は、腫瘍細胞だけでなく細菌やウイルスからも体を保護・防御する働きを持つ。
体内では、古くなった細胞は常に新しく生成された細胞で置き換えられているので、あらゆる生物の細胞分裂は生命の不可欠な作用と言える。新しい細胞を生成するこのプロセスは、臓器間で異なり、関連する機序は非常に複雑であり、基礎となる幹細胞の性質と能力、それらの環境、代謝、臓器、組織が受ける物理的および関連する生物学的要因などを含む。異常な細胞分裂が生じて最終的に癌細胞になるような場合は、幹細胞の欠陥、異常な遺伝的要素、放射線や一定の刺激などの要因が原因である可能性がある。 癌は依然として世界の主要な死因であるが、その確立と破壊の機序についてはまだ多くが知られていない。 手術や化学療法、放射線療法といった治療法が存在するが、多くの場合、完治には至らない。この死に至る病について取り組むべきもう一つの主要なポイントは非常に高い再発率である。
癌細胞は我々の体内でほぼ毎日形成されているが、我々はそれらの影響を受けていないように思われる。 これは、それらが体の免疫系によって即座に破壊されるためである。 免疫系は、リンパ球、マクロファージ、樹状細胞、ナチュラルキラー細胞（NK細胞）、細胞傷害性Tリンパ球（CTL）などを含む細胞と臓器の複雑なネットワークであり、「体外」からの攻撃や癌細胞を含む「非自己」の侵略者から身体を守るために協力してに機能する。癌細胞が認識されると直ちに、リンパ球やNK細胞が癌細胞を攻撃して殺すのであるが、免疫系が弱くなると、癌は病気として進化し、成長し始める。
癌の種類毎に、その特定の種類の癌を対象とした治療の特定の組み合わせが必要である。癌が深く浸潤している場合、手術で癌細胞を完全に取り除くことができない場合がある。場合によっては、癌の一部を外科的に切除した後、癌の残存部分を治療するために放射線療法や化学療法が必要とされる。化学療法には重大な毒性（副作用）があり、有効性にも限界があることは広く知られている。 放射線療法はまた、特定の種類の癌における非常に効果的な治療法であるが、それ自体にも悪影響が存在する。
化学療法や放射線療法は癌細胞を主な標的とするが、健康な細胞をも破壊することが知られている。一方でAIETは、癌細胞のみを選択的に破壊することが期待されている。

## 作用機序
AIETでは、主にNK細胞とTリンパ球が、癌患者の末梢血から（化学療法を受けている患者の寛解期に）分離され、25 - 30倍に培養され、活性化されてから患者の体内に再注入される。これらの細胞は癌細胞に対して効果的に作用し、免疫系の抗癌活性を増幅する。 腫瘍細胞に遭遇すると、活性化されたNK細胞は癌細胞の膜に付着し、パーフォリンやグランザイムなどを含む標的細胞を溶解する顆粒を注入し、5分未満で癌細胞は死滅し、NK細胞は次の標的がん細胞に移動する。1つのNK細胞は、その寿命内で最大27個の癌細胞を破壊する可能性がある。これが、AIETが癌治療に有効であるメカニズムである。

## 歴史
癌の養子免疫細胞療法（Adoptive Immuno cell therapy）は当初、米国国立衛生研究所で開発された。 1980年代後半には、さまざまな種類の能動的特異的免疫療法（Active Specific Immunotherapy, ASI）を受けた転移性癌1205人の患者で腫瘍退縮率が低い（2.6 - 3.3％）と報告した記事を発表し、将来的に、AIETに特定の化学療法または放射線療法を併用することを提案した。当初、免疫療法と言われた治療は、腫瘍細胞を破壊するリンパ球を誘導する目的でインターロイキンなどのサイトカインを投与する方法であった。その後、サイトカインの静脈内投与に因る有害作用を回避するため、血液からリンパ球を抽出し、実験室でそれらを培養増殖させ、細胞を単独で注入することで、それらが直接癌細胞を破壊できるようにした。この手順は、リンホカイン活性化キラー（LAK）細胞、ナチュラルキラー（NK）細胞、活性化細胞傷害性Tリンパ球（CTL）、樹状細胞（DC）、遺伝子操作された自己および同種免疫細胞など、さまざまな種類の免疫療法の臨床応用に使用されている。
AIETの現在の技術は日本で開発され、自家ナチュラルキラー（NK）細胞と活性化Tリンパ球を使用してさまざまな癌を治療する目的でアジアの国々で広く実践されている。
この治療法は1990年代初頭から実践されており、肺癌、胃癌、卵巣癌、肝癌を対象とした無作為化臨床試験がいくつか行われており、無病生存率がかなり高いと発表されている。  1400人の患者を対象とした最大の研究の1つでは、細胞ベースの免疫療法を従来の治療と組み合わせると、効果が20 - 30％向上することが証明されている。 この方法論で成功裏に治療された再発IV期卵巣癌について発表された最近の研究は、医学的に重要な世界的発見と捉えられている。

## 世界の免疫療法の状況
この治療法の概念は1980年代に米国で立ち上げられ、1990年以降、日本では日常的に本格的な臨床治療が実施されている。さまざまな癌の無作為化比較試験で生存率と無病期間が大幅に増加することが報告されている。インドでは、免疫療法は、急性骨髄性白血病、膵癌、子宮頸癌、卵巣癌、乳癌、およびフィラデルフィア染色体陽性の急性リンパ芽球性白血病を含む進行癌の患者で肯定的な結果を示している。

## 自己免疫疾患との関連性
自己免疫性溶血性貧血（AIHA）のような自己免疫疾患は、悪性腫瘍と関連していることが知られている。以前の研究では、ナチュラルキラー（NK）細胞のプロファイルが低いと、癌の発生が増加するとされてきた。 最近、AIHAのような自己免疫疾患を併発している癌患者では、NK細胞のin vitro 増殖が低下することが発表された。この研究はまた、AIHAが悪性腫瘍の合併症であるかどうか、NK細胞と赤血球（RBC）の間の幾つかの一般的な抗体が原因で癌でのNK細胞プロファイルが低いためAIHAを生じたのであろうか、またはAIHAがNK細胞プロファイルを低下させて癌の原因となったのかという疑問を投げ掛けている。これは、NK細胞と赤血球の間の一般的な共通な抗体の特定への更なる研究と、癌と自己免疫の両方に取り組むことができる新しい免疫治療戦略を見つけることを保証する。

## 参考資料
1. ↑  Rosenberg SA (January 1984). “Adoptive immunotherapy of cancer: accomplishments and prospects”. Cancer Treat Rep 68 (1):  233–55. PMID 6362866.
2. ↑  “Tumor-localization by adoptively transferred, interleukin-2-activated NK cells leads to destruction of well-established lung metastases”. Int. J. Cancer 105 (4):  512–9. (July 2003). doi:10.1002/ijc.11119. PMID 12712443.
3. 1 2 3  Egawa K (2004). “Immuno-cell therapy of cancer in Japan”. Anticancer Res. 24 (5C):  3321–6. PMID 15515427.
4. ↑  “Detection of unique neutrophil non-muscle myosin heavy chain-A localization by immunofluorescence analysis in MYH9 disorder presented with macrothrombocytopenia without leukocyte inclusions and deafness”. Eur. J. Haematol. 74 (1):  1–5. (January 2005). doi:10.1111/j.1600-0609.2004.00328.x. PMID 15613099.
5. 1 2  Manjunath, Sadananda Rao; Ramanan, Ganapathi; Dedeepiya, Vidyasagar Devaprasad; Terunuma, Hiroshi; Deng, Xuewen; Baskar, Subramani; Senthilkumar, Rajappa; Thamaraikannan, Paramasivam et al. (2012). “Autologous immune enhancement therapy in recurrent ovarian cancer with metastases; 18 months follow-up- A case report”. Case Reports in Oncology 5 (1):  114–118. doi:10.1159/000337319. PMC 3364094. PMID 22666198.
6. ↑  “Autologous immune enhancement therapy in recurrent ovarian cancer with metastases: a case report-Global Medical Discovery key scientific article”. 2012年11月16日時点のオリジナルよりアーカイブ。2012年8月30日閲覧。
7. ↑  “Prolonged disease-free period in patients with advanced epithelial ovarian cancer after adoptive transfer of tumor-infiltrating lymphocytes”. Clin. Cancer Res. 1 (5):  501–7. (May 1995). PMID 9816009.
8. ↑  “A phase III randomized study of interleukin-2 lymphokine-activated killer cell immunotherapy combined with chemotherapy or radiotherapy after curative or noncurative resection of primary lung carcinoma”. Cancer 80 (1):  42–9. (July 1997). doi:10.1002/(SICI)1097-0142(19970701)80:1<42::AID-CNCR6>3.0.CO;2-H. PMID 9210707.
9. ↑  “Adoptive immunotherapy to lower postsurgical recurrence rates of hepatocellular carcinoma: a randomised trial”. Lancet 356 (9232):  802–7. (September 2000). doi:10.1016/S0140-6736(00)02654-4. PMID 11022927.
10. ↑  “Prognostic significance of adoptive immunotherapy with tumor-associated lymphocytes in patients with advanced gastric cancer: a randomized trial”. Clin. Cancer Res. 8 (6):  1767–71. (June 2002). PMID 12060615.
11. ↑  Sharat Damodar; Terunuma H; Sheriff AK; Farzana L; Manjunath S; Senthil KR; Shastikumar G; Abraham S (Nov 2006). Autologous Immune Enhancement Therapy (AIET) for a Case of Acute Myeloid Leukemia (AML) — Our Experience.. 1. pp. 40–41.
12. ↑  Baskar S, Dedeepiya V D, Terunuma H, Manjunath S R, Senthilkumar R, Sivaraman G, Pandian A, Abraham S. Prolonged survival of a patient with inoperable, locally advanced adenocarcinoma of pancreas after autologous immune enhancement therapy with chemotherapy. Indian J Cancer 2015;52:395-6.
13. ↑  Sumana Premkumar; Vidyasagar Devaprasad Dedeepiya; Hiroshi Terunuma; Rajappa Senthilkumar; Thangavelu Srinivasan; Helen C. Reena; Senthilkumar Preethy; Samuel JK Abraham (2013). “Cell based Autologous Immune Enhancement Therapy (AIET) after radiotherapy in a locally advanced carcinoma of the cervix”. Case Reports in Oncological Medicine 2013:  1–3. doi:10.1155/2013/903094. PMC 3638504. PMID 23653878.
14. ↑  Press release on Advanced Ovarian Cancer treated with AIET
15. ↑  Chidambaram R, Terunuma H, Balamurugan M, Dedeepiya VD, Sumana P, Senthilkumar R, Rajmohan M, Karthick R, Preethy S, Abraham SJK. Cell-based immunotherapy in stage IIIA inflammatory breast cancer with declining innate immunity following successive chemotherapies: A case report. Mol Clin Oncol. 2017 Sep;7(3):493-497.
16. ↑  Revathi Raj; M. Deenadayalan; G. Vimal Kumar; Vipin Khandelwal; Karuna Sri; Rajappa Senthilkumar; Samuel J. K. Abraham; Terunuma Hiroshi (2014). “Autologous Immune Enhancement Therapy in Philadelphia Chromosome Positive Acute Lymphoblastic Leukemia”. Journal of Hematology and Blood Transfusion 30 (Suppl 1):  202–204. doi:10.1007/s12288-013-0327-3. PMC 4192214. PMID 25332578.
17. ↑  Explore 'Killer Cell' Treatment to Cure rare Cancers
18. ↑  “Natural cytotoxic activity of peripheral-blood lymphocytes and cancer incidence: an 11-year follow-up study of a general population”. Lancet 356 (9244):  1795–9. (November 2000). doi:10.1016/S0140-6736(00)03231-1. PMID 11117911.
19. ↑  Vidyasagar Devaprasad Dedeepiya; Hiroshi Terunuma; Xuewen Deng; Subramani Baskar; Sadananda Rao Manjunath; Rajappa Senthilkumar; Palanisamy Murugan; Paramasivam Thamaraikannan et al. (February 2012). “A comparative analysis of in vitro expansion of natural killer cells of a patient with autoimmune haemolytic anaemia and ovarian cancer with patients with other solid tumours”. Oncology Letters 3 (2):  435–440. doi:10.3892/ol.2011.498. PMC 3362377. PMID 22740927.